# Bataille des îles Échinades (1427)
Guerres byzantino-latines
Batailles
- Constantinople (1203)
- Constantinople (1204)
- Bataille de l'Oliveraie de Kountouras
- Constantinople (1235)
- Pélagonia
- Constantinople (1260)
- Constantinople (1261)
- Prinitza
- Settepozzi
- Makryplági
- Néopatras
- Démétrias
- Campagnes de Licario
- Pharsale
- Berat
- Rhodes
- îles Échinades

La bataille des îles Échinades se déroule en 1427 à l'ouest des côtes grecques entre la flotte de Carlo Ier Tocco et la marine byzantine. La bataille constitue la dernière victoire byzantine, permettant aux Grecs d'étendre leur despotat de Morée dans le Péloponnèse (qu'ils avaient perdu plus de deux siècles auparavant, lors de la quatrième croisade).

## Prélude
Au début du XVe siècle, la péninsule du Péloponnèse est divisée en trois : la principauté d'Achaïe, État « franc » (ou « latin ») dirigé par Centurione Zaccaria au nord et à l'ouest, le despotat grec de Morée dirigé par Théodore II Paléologue au sud et à l'est, et les villes d'Argos, Nauplie, Coron et Modon appartenant à la république de Venise. Les Grecs byzantins tentaient activement de reconquérir la principauté « latine » mal en point, tandis que la menace ottomane croissante vise l'ensemble des territoires chrétiens, grecs ou latins, de la péninsule,. Carlo Tocco, dirigeant le comté palatin de Céphalonie et Zante, de Leucade et du despotat d'Épire, profite de la lutte entre la principauté d'Achaïe et les Grecs pour agrandir ses domaines dans le Péloponnèse. En 1407-1408, ses troupes prennent et pillent la forteresse de Glarentza au nord-ouest de la péninsule ; celle-ci est ensuite récupérée provisoirement par Zaccaria, puis rachetée en 1421 par Tocco à un aventurier italien qui l'avait prise.
En février 1423, une trêve fragile est négociée par les Vénitiens entre Zaccaria, Tocco et les Grecs, qui souhaitent créer un front commun contre les Ottomans mais sans pouvoir empêcher un raid turc dans la péninsule mené par Turahan Beg à l'été 1423. En outre, le despote Théodore II Paléologue pille les territoires vénitiens et parvient même à capturer Centurione Zaccaria en juin 1424. Les Byzantins semblent se contenter de laisser Tocco seul. Toutefois, la guerre entre les deux pouvoirs est déclenchée en 1426 quand les forces de Tocco s'emparent du bétail des bergers albanais (sujets de Théodore) lors de la transhumance annuelle depuis les hautes terres byzantines vers la plaine d'Élis.

## Bataille et conséquences
L'empereur grec Jean VIII Paléologue se rend personnellement dans le Péloponnèse tandis que ses forces byzantines assiègent Glarentza par terre et par mer. Tocco rassemble une flotte dans ses territoires des îles Ioniennes et de l'Épire. En outre, il reçoit l'aide de vaisseaux marseillais. La flotte est placée sous le commandement de son fils illégitime : Torno. La flotte byzantine est dirigée par Léontarios (probablement Démétrios Lascaris Léontarios) et rencontre les « latins » près des îles Échinades. La plupart des navires latins sont capturés et de nombreux marins sont tués tandis que 150 sont faits prisonniers. Torno parvient de justesse à s'échapper,. La victoire est mentionnée dans un long panégyrique à Manuel II Paléologue et à son fils Jean VIII, qui est aussi la principale source d'information à propos de la bataille.
Cette défaite met fin aux ambitions de Tocco sur le Péloponnèse. À la suite d'un arrangement négocié, Constantin Paléologue (le futur Constantin XI) se marie à Maddalena Tocco, la nièce de Carlo. En outre, il reçoit les domaines de Tocco dans le Péloponnèse comme dot. Menant des opérations militaires à partir des anciens domaines de Tocco et sous la direction de Constantin, les Grecs réduisent peu à peu les derniers territoires « latins » de la principauté d'Achaïe. Patras tombe en mai 1430, et en 1432, Constantin et ses frères déposent les derniers seigneurs latins. Après plus de deux siècles de luttes, les Byzantins contrôlent à nouveau l'ensemble de la péninsule à l'exception des possessions vénitiennes, mais pour peu de temps, puisqu'à partir de 1458, les Ottomans conquièrent le Péloponnèse.

## Sources
- Donald MacGillivray Nicol, The Despotate of Epiros 1267-1479 : A Contribution to the History of Greece in the Middle Ages, Cambridge, Cambridge University Press, 2010, 312 p. (ISBN 978-0-521-13089-9).
- (en) Kenneth M. Setton, The Papacy and the Levant (1204-1571), vol. 2 : The Fifteenth Century, Philadelphie, Pennsylvania : The American Philosophical Society, coll. « Memoirs of the American Philosophical Society » (no 127), 1978, 580 p. (ISBN 978-0-871-69127-9)
- (en) William Miller, The Latins in the Levant, a History of Frankish Greece (1204-1566), New York, E. P. Dutton and Company, 1908
- Denis Zakythinos, Le Despotat grec de Morée, vol. 2 : Vie et institutions, Athènes, L'Hellénisme contemporain, 1953